# ماوله (شیلی)
ماوله (به اسپانیایی: Maule) یک شهرستان در شیلی است که در استان تالکا واقع شده‌است. ماوله ۲۳۸٫۲ کیلومتر مربع مساحت و ۳۸٬۲۷۰ نفر جمعیت دارد و ۱۰۷ متر بالاتر از سطح دریا واقع شده‌است.